# 娘道成寺

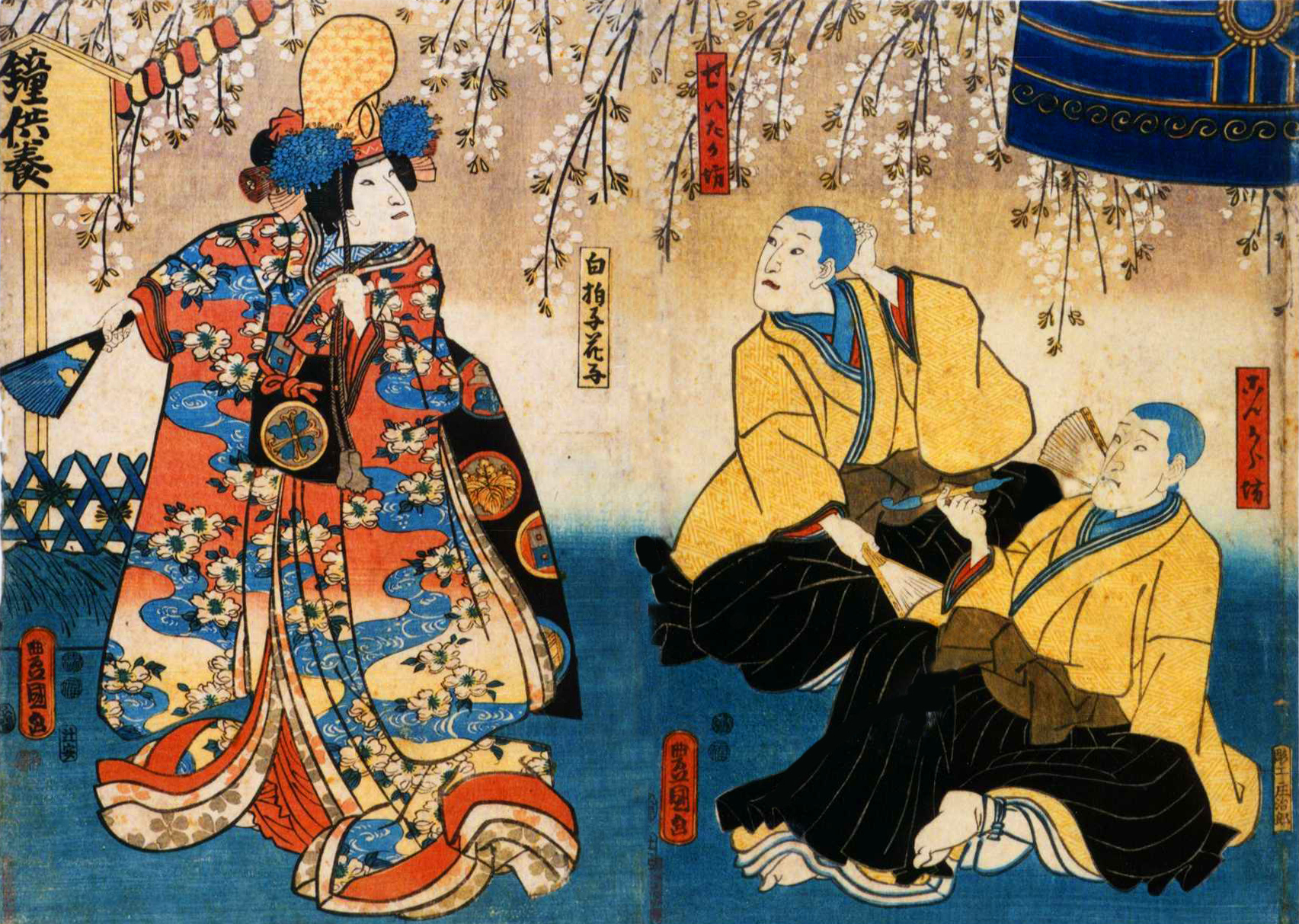
『京鹿子娘道成寺』
----
嘉永5年3月（1852年4月）江戸市村座上演の 『京鹿子娘道成寺』を描いた役者絵。大判錦絵二枚続物、三代目歌川豊国画。左から、初代坂東しうかの白拍子花子、三代目嵐吉三郎のこんから坊、三代目關三十郎のせいたか坊。

『娘道成寺』（むすめどうじょうじ）とは、歌舞伎舞踊の演目のひとつ。またその伴奏音楽である長唄の曲のひとつ。今日では、『京鹿子娘道成寺』（きょうがのこむすめどうじょうじ）が正式な外題である。

## 概要
能の『道成寺』に基づく。
- 初演：宝暦3年 (1753年) 3月、江戸中村座の『男伊達初買曽我』（おとこだてはつかいそが）の三番目に上演。初代中村富十郎の白拍子（横笛）[1]。
- 作詞：藤本斗文[2]
- 作曲：初世杵屋弥三郎、補作：初世杵屋作十郎（伝）
- 振付：初代中村傳次郎[3]

古くは道成寺伝説を題材にした「道成寺もの」と呼ばれる演目や踊りが複数あり、それぞれお家芸である独特の所作や振付けなどを盛り込んだものだった。初代富十郎はそうした「道成寺もの」の中から、初代瀬川菊之丞が踊った『百千鳥娘道成寺』（ももちどりむすめどうじょうじ）を構成の土台とし、自らの当り芸である『娘道成寺』を作り上げた。そして現在まで曲と振付けが揃って伝わるのは初代富十郎の『娘道成寺』のみとなってしまったので、歌舞伎や日本舞踊で『娘道成寺』といえば通常初代富十郎が演じたものを指す。
なお派生形として二人の白拍子が踊りを競う『二人道成寺』（ににんどうじょうじ）や、立役が主役の『奴道成寺』（やっこどうじょうじ）、また男と女二人で踊る『男女道成寺』（めおとどうじょうじ）があるが、いずれも曲や構成は『娘道成寺』のものを基本として使っている。

## 構成
全体は道行、問答、踊りに大きく分けられる。
幕が開くと「聞いたか、聞いたか」、「聞いたぞ、聞いたぞ」の科白を言いながら大勢の所化が花道より登場（俗にこれを「聞いたか坊主」と呼ぶ）、本舞台に来る。所化たちが舞尽くしの科白をいうくだりなどあり、それを終えると舞台に並んで座る。下手には後見が寺の入口をあらわす小さな木戸を持ってきて舞台に据える。上手からは竹本連中の乗った山台を引出して第一段の道行が始まる。

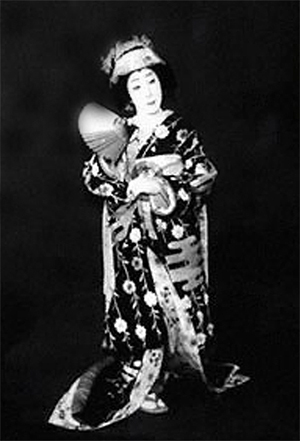
六代目中村歌右衛門の白拍子花子。道行の姿。昭和26年（1951年）。

- 第一段（上演時間の関係でこの第一段と次の第二段を略し、すぐに第三段に移る場合がある）
  - 道行：花道より白拍子花子が帽子付きの島田髷、振袖の娘姿で登場[5]。竹本（義太夫節）で（常磐津を使う事もある[6]）鐘に対する恨みを語る。花子が花道での所作を終えると舞台に来て、閉められている木戸のそばに立つ。竹本連中は演奏を終えて引っ込む。

- 第二段
  - 問答：花子と所化が珍問答をするが、この場面も時間の都合上、短く端折られる事が多い。花子は木戸を通って所化から烏帽子を受け取ると、一旦下手へ引っ込み赤地の振袖に衣装を替え、木戸は片付けられ所化たちも舞台の両側に座り、次の第三段となる。

- 第三段

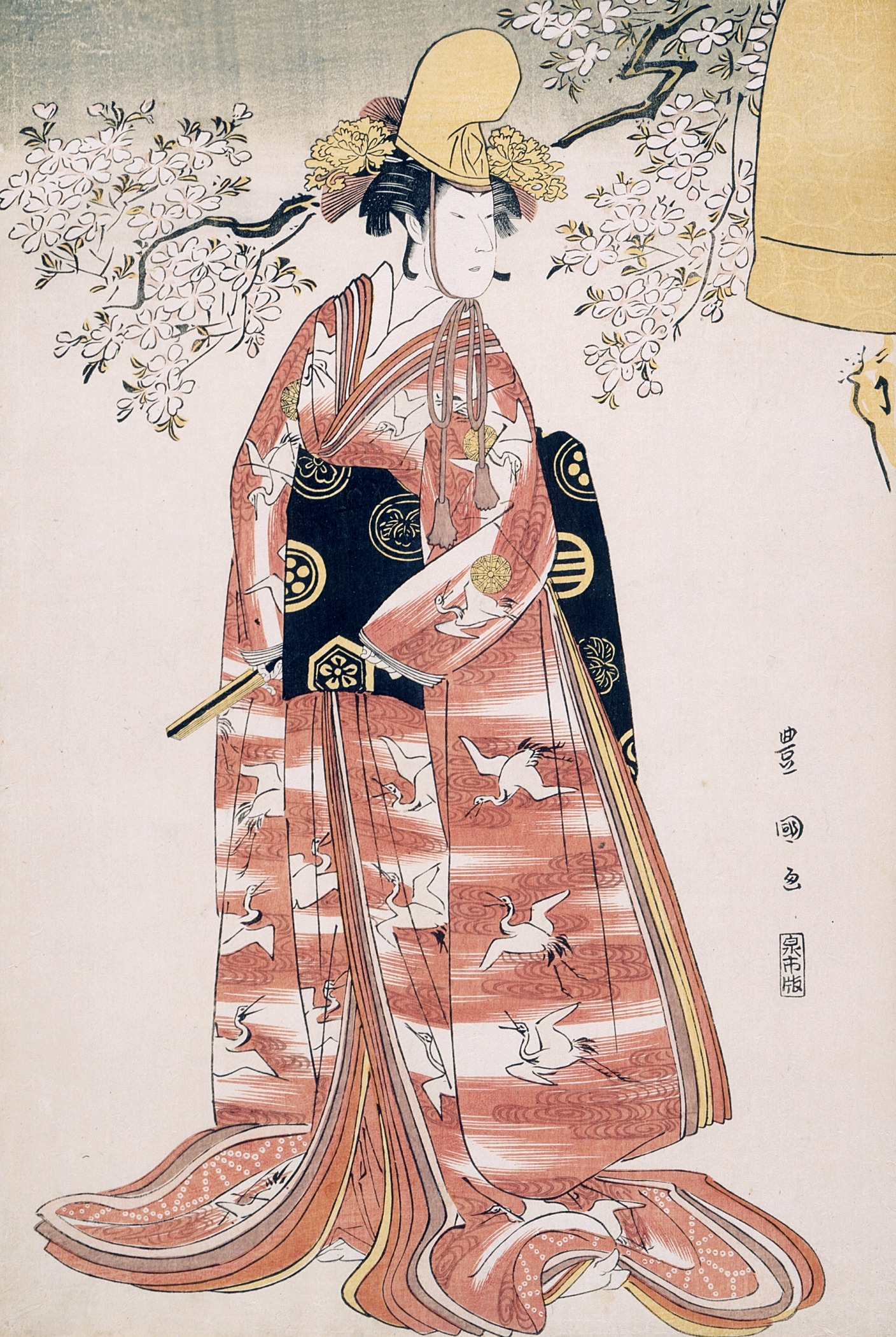
二代目中村のしほの白拍子さくら木実は横笛亡魂。寛政8年（1796年）、江戸都座。初代歌川豊国画。

  - 乱拍子：長唄連中が三味線無しで、能の『道成寺』の「花のほかには松ばかり…」の文句を謡ガカリで唄い、花子が烏帽子を付け、能をまねて乱拍子を踏む。ここで演者によっては「道成の卿うけたまわり…」と、花子が謡いながら乱拍子を踏むこともある。
  - 急の舞：これも能にある通り、「急の舞」を中啓という扇を持って舞う。菊五郎系の型では乱拍子を少し見せたあと、この急の舞をやらず直ぐに第四段になる（志賀山流もそうだという）。

- 第四段
  - 中啓の舞（鐘づくし）：三味線が入って歌舞伎らしい踊りとなる。「鐘に恨みは数々ござる」に続く歌詞は、能の『三井寺』から取った「鐘づくし」である。踊りの最後で烏帽子を取るが、鐘の釣り紐に烏帽子を引っ掛けて取る型と、取った烏帽子を開いた中啓の上に乗せてきまる型の二通りがある。現在後者の型で行われることが多い。

- 第五段
  - 手踊：恋の切なさを娘姿で踊る。最後に「引き抜き」という衣装の仕掛けで振袖が赤地から浅葱色に、舞台上で変わる[7]。

- 第六段
  - 鞠歌：少女の鞠つきをまねて踊る。歌詞は日本各地の遊郭を唄い込む。

- 第七段

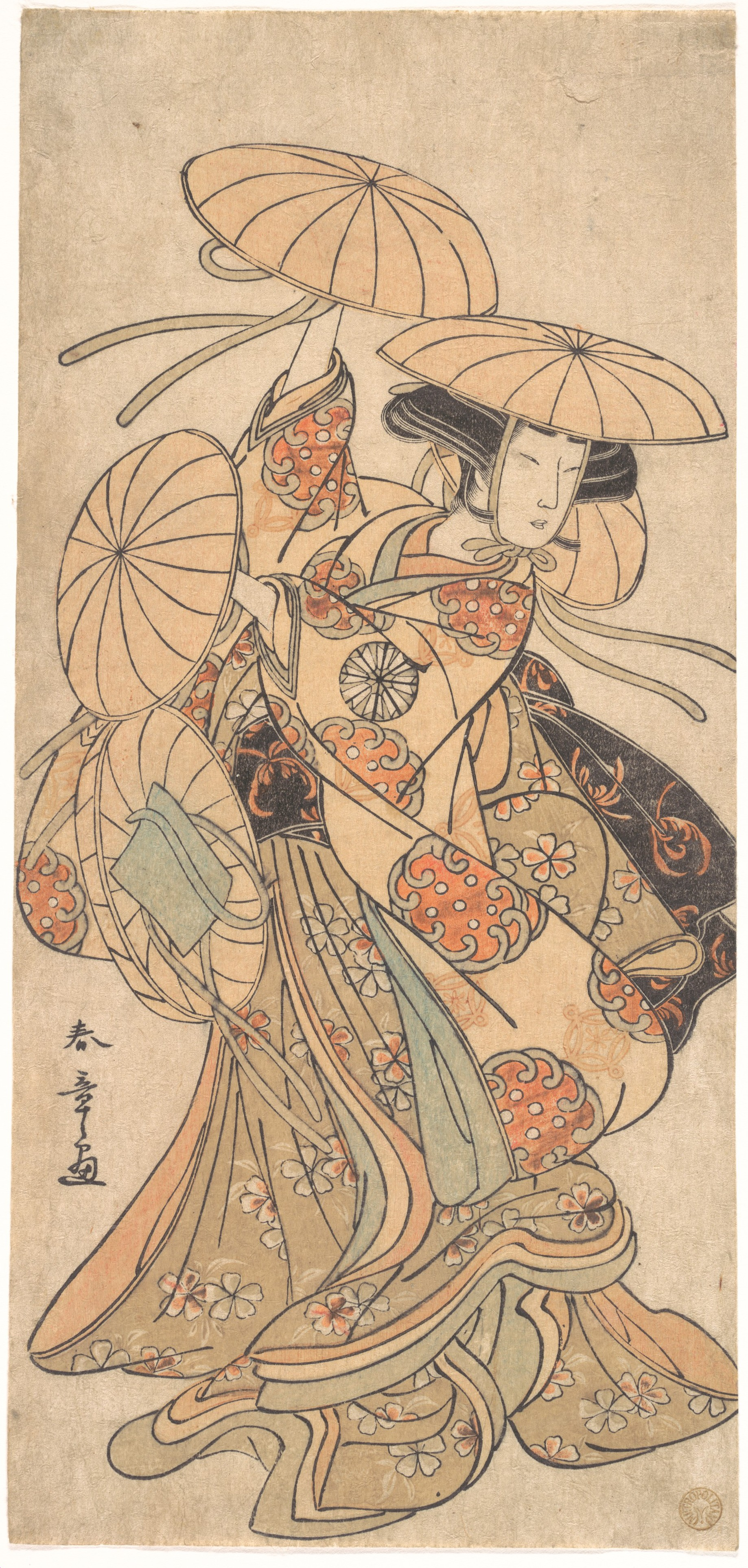
初代中村富十郎、花笠踊りの段。勝川春章画。

  - 花笠踊り：古い流行歌『わきて節』から取った踊り。笠をかぶり、さらに同じ笠を両手に持って踊る。
  - 所化の花傘踊り：花子が一くさり踊って引っ込むと、今度は所化たちが花傘を持って踊る[8]。
  - 合方（チンチリレンの合方）：花子が次の第八段の仕度をするあいだのつなぎとして演奏される。長唄三味線のみの華やかな連弾きで、曲として聞きどころの一つ。

- 第八段
  - 手拭いの踊り（くどき）：女の恋心を、手拭いを持って踊る。
  - 鞨鼓の合方：次の第九段までのつなぎ。

- 第九段
  - 山づくし（鞨鼓の踊り）：歌詞は二十二の山の名を唄い込む。胸に鞨鼓を着け、これを両手に持った撥で打ちながら踊る。

- 第十段
  - 手踊：「ただ頼め」の唄で踊る少女らしい踊り。ただしこの段もカットされることが多く、その場合は第九段途中の歌詞「いのり北山稲荷…」から衣装を引き抜き、第十一段の鈴太鼓の踊りとなる。

- 第十一段
  - 鈴太鼓：鈴太鼓を手に持って踊る。テンポの速い踊り。田植え歌[9]。

- 第十二段
  - 鐘入り：鐘に取り憑こうとする。坊主たちはそれを止めようとするのを花子は振り払い、鐘が舞台上に落ちその上に立つ。坊主たちが下手側でひざまづき、鐘の上の花子を見上げて拝むところで幕となる。初代富十郎の初演時はこの段で幕となった。第十二段以降は能にならって後に付け加えられたもので、現在でもここで幕とし演じられないことが多い。

- 第十三段
  - 祈り：鐘が落ちて花子が鐘の中に入り、坊主の祈り。このあと鱗四天（うろこよてん）の捕り手たちが花道にかかり、「とうづくし」のせりふ。この間、鐘の中では白拍子から蛇体への衣装替えが行われていることになり、この段は全体的に一種の間奏曲の働きを持っている。

- 第十四段
  - 蛇体：鐘が引き上げられ、恐るべき姿の後ジテ（蛇体）が現れる。

- 第十五段
  - 押戻：後ジテが花道に。押戻（役名は現行ではふつう大館左馬五郎となっている）があって、本舞台に戻る。ここでは荒事芸が中心となる。最後は、捕り手が蛇の形を表し、後ジテが鐘の上（または台の上）で、押戻が元禄見得で下手側に立ちそれぞれ決まり幕となる。

## あらすじと見どころ
紀州道成寺を舞台とした、安珍・清姫伝説の後日譚。
桜満開の道成寺。清姫の化身だった大蛇に鐘を焼かれた道成寺は長らく女人禁制となっていた。以来鐘がなかったが、ようやく鐘が奉納されることとなり、その供養が行われることになった。
そこに、花子という美しい女がやってきた。聞けば白拍子だという。鐘の供養があると聞いたので拝ませてほしいという。所化（修行中の若い僧）たちは白拍子の美しさに、舞を舞うことを条件として烏帽子を渡し入山を許してしまう。
花子は舞いながら次第に鐘に近づく。所化たちは花子が実は清姫の化身だったことに気づくが時遅く、とうとう清姫は鐘の中に飛び込む。と、鐘の上に大蛇が現れる。
…と、一応上のような「あらすじ」ではあるが、実際にはその内容のほとんどが、構成の項で解説した主役による娘踊りで占められている。つまり、本作のあらすじは舞踊を展開するための動機と舞台を用意するための設定で、劇的な展開を期待すると作品の方向性を見失ってしまう。まずは演者の踊りそのものを鑑賞するのが、この作品の要点である。

## 歌舞伎舞踊の粋

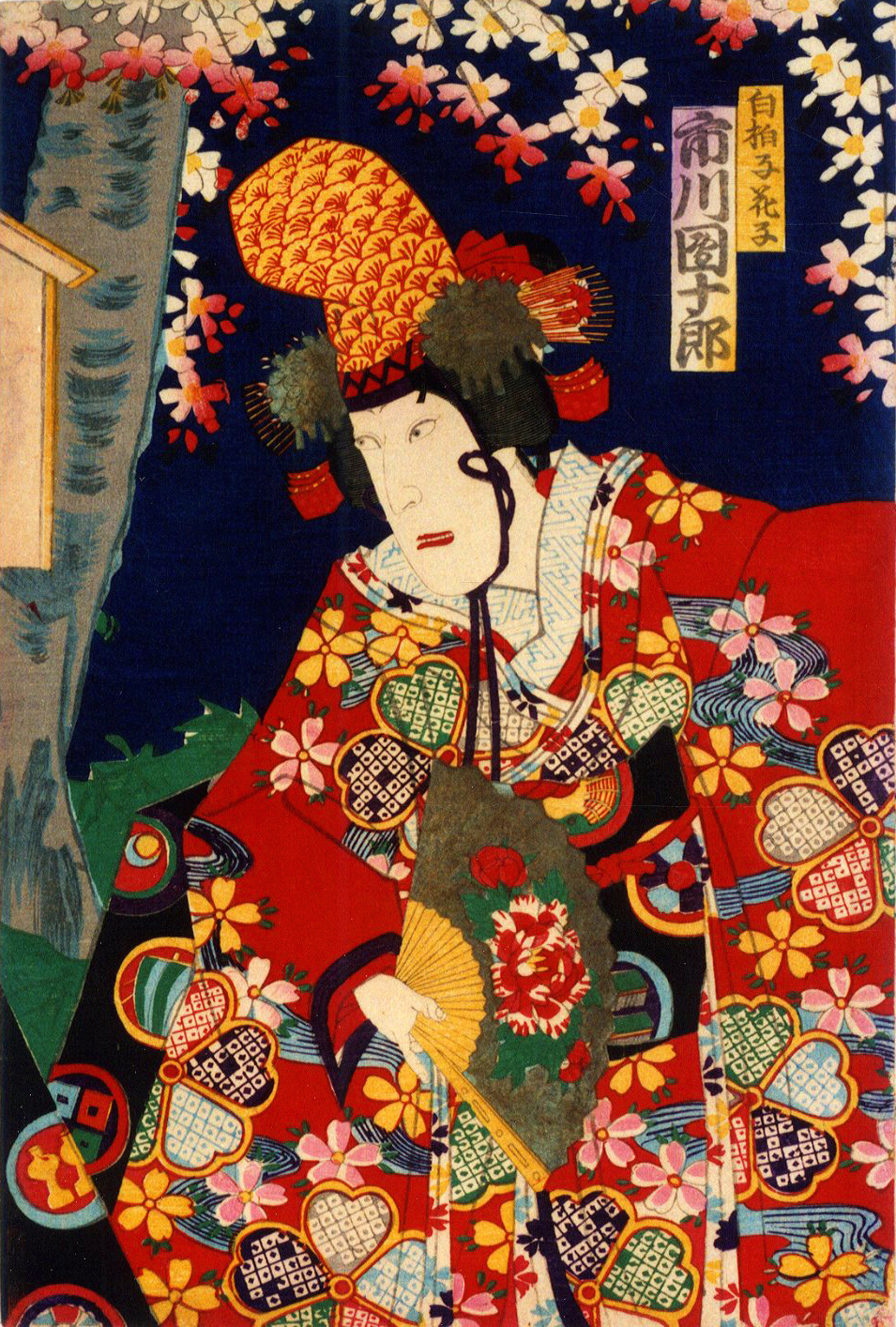
九代目團十郎の白拍子花子
----
四代目歌川国政画、『白拍子花子 市川團十郎』 。明治14年4月東京市村座上演の『鎮西八郎英傑譚』から中幕『春色二人道成寺』を描いた役者絵。

『娘道成寺』は、舞に華麗さ、品格の高さが要求されるのみならず、1時間以上をほとんど一人で踊りきるので、芸の力と高度な技術に加え、相当の体力が必要となる。
歌舞伎舞踊の頂点をなす作品で、過去に多くの名優がこれをつとめてきた。初演以後は、三代目坂東三津五郎、四代目中村芝翫、九代目市川團十郎、五代目中村歌右衛門、六代目尾上菊五郎、七代目坂東三津五郎、六代目中村歌右衛門、七代目尾上梅幸などの名優がつとめ、現在では七代目尾上菊五郎、十八代目中村勘三郎、四代目坂田藤十郎、五代目坂東玉三郎が得意としている。
成駒屋では五代目中村歌右衛門がこれを当り役として以来、一門の歌右衛門・芝翫・福助の襲名披露興行で必ず出す演目となっている。
「劇聖」と呼ばれた九代目團十郎は、立役でありながら十代の頃は『娘道成寺』を毎日踊ることを日課としていた。後に本人は、この踊りには踊りの要素のすべてが入っており、所作の基礎訓練には格好の教材だったからだと述懐している。また、六代目菊五郎も『娘道成寺』で多く評価を得たが、本人はまだまだ不本意だという感が常にあったらしく、死去するさいの辞世の句「まだ足らぬ　おどりおどりて　あの世まで」の「おどり」は、この『娘道成寺』を指している。

## 「白拍子花子」という役名について
現在では『娘道成寺』を上演する際、その役名を「白拍子花子」とするが、江戸時代にはこの役名は一定していなかった。たとえば宝暦3年の時に演じた富十郎の役名は花子ではなく横笛であった。横笛という娘が殺される場面がこの舞踊の前の幕にあり、その亡霊が白拍子となって鐘供養の場にあらわれる…という筋書きが、この時演じられた娘道成寺にあったという。そして富十郎以降においても、『娘道成寺』は違う芝居の一部に加えられ、白拍子もその芝居の中の人物に名を変えて当てはめられた（ちなみに鐘の供養をする寺の名も、当然道成寺に限らなかった）。もっとも江戸時代においても、その時の芝居の内容とは関係なく独立した所作事として上演される例はあったが、それでも役名は「白拍子桜木」や「白拍子桜子」、または単に「白拍子」としていた。「白拍子花子」というのは明治以降定着したものである。

## トピック
- 1960年（昭和35年）9月10日、日本のテレビ局が初めてカラー本放送を開始。NHKは最初の番組として『京鹿子娘道成寺』を放送した（日本テレビはプロ野球放送）[13]。

## 関連項目

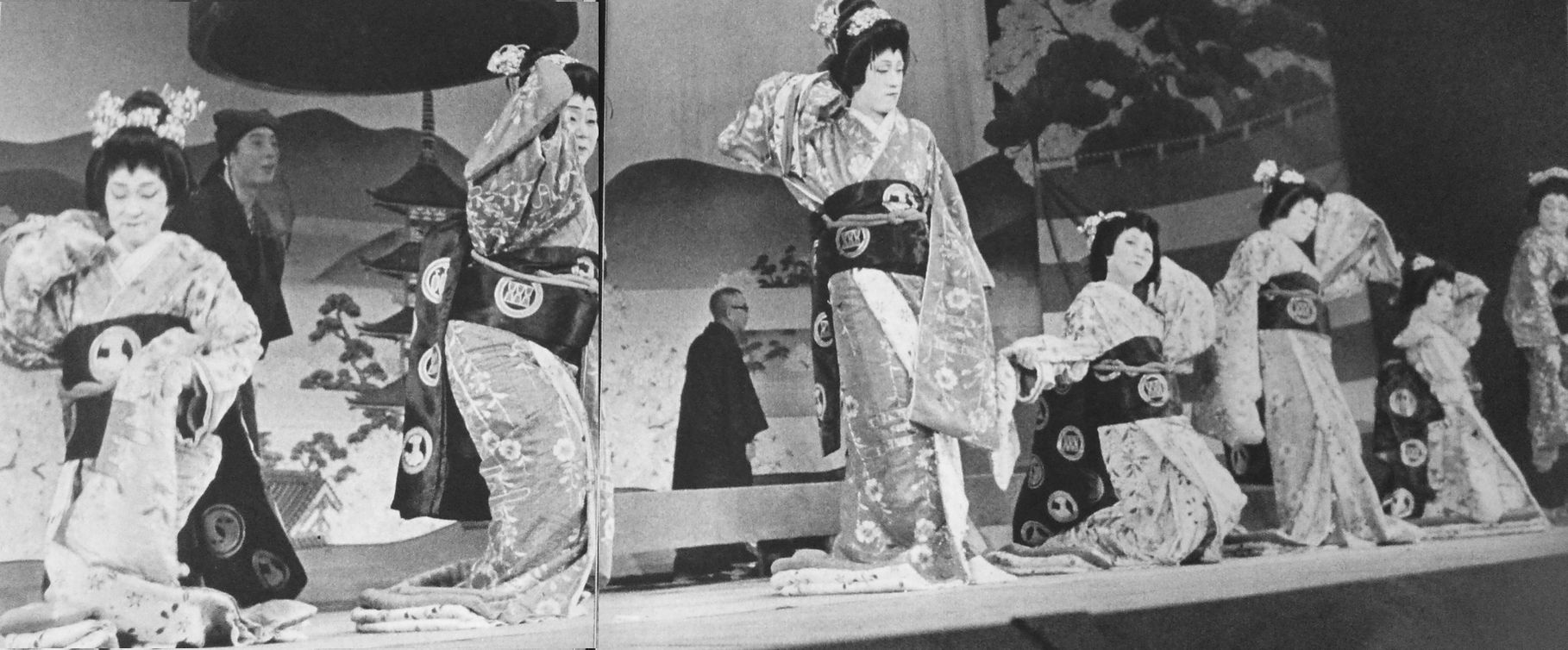
『週刊文春』 1959年12月14日号　文春歌舞伎『京鹿子娘道成寺』の一場面。右から、加藤芳郎、平岩弓枝、小山いと子、芝木好子、五味康祐、平林たい子、森田たま